# ناحیه باچ‌آلماش
ناحیهٔ باچ‌آلماش (به مجاری: Bácsalmási járás) یک ناحیه در مجارستان است که در باچ-کیش‌کون واقع شده‌است و ۵۶۱٫۷۱ کیلومتر مربع مساحت و ۲۰٬۰۹۴ نفر جمعیت دارد.